# چارتر (فیلم)
چارتر (انگلیسی: Charter) فیلمی درام به کارگردانی آماندا کرنل محصول ۲۰۲۰ سوئد است. این فیلم نمایندهٔ کشور سوئد در نود و سومین دوره جوایز اسکار بود اما به فهرست نامزدهای نهایی راه پیدا نکرد.
چارتر نخستین بار در دنیا ۲۶ ژانویه ۲۰۲۰ در جشنواره فیلم ساندنس رونمایی و نامزد دریافت جایزه بزرگ داوران شد و پس از آن در جشنواره‌های گوته‌بورگ در سوئد و زوریخ در سوئیس نمایش داده شد و در هلند و فرانسه هم اکران اینترنتی شد. این دومین تجربهٔ کارگردانی کرنل است. او اولین فیلمش به‌نام خون سامی را در سال ۲۰۱۶ ساخت که جوایز متعددی به دست آورد؛ از جمله جایزهٔ بهترین فیلم اول از جشنوارهٔ ونیز.

## داستان
چارتر داستان زنی تنها به نام آلیس را روایت می‌کند که از زمان جدا شدن از همسرش، فرزندان خود را ندیده‌است. او که دو ماه منتظر صدور رای دادگاه حضانت مانده، پس از آن‌که نیمه‌های شب پیامی از پسرش دریافت می‌کند در یک آدم‌ربایی آشکار بچه‌هایش را برمی‌دارد و در سفری چارتر به‌سوی جزایر قناری می‌رود.